# Marianne Maximi

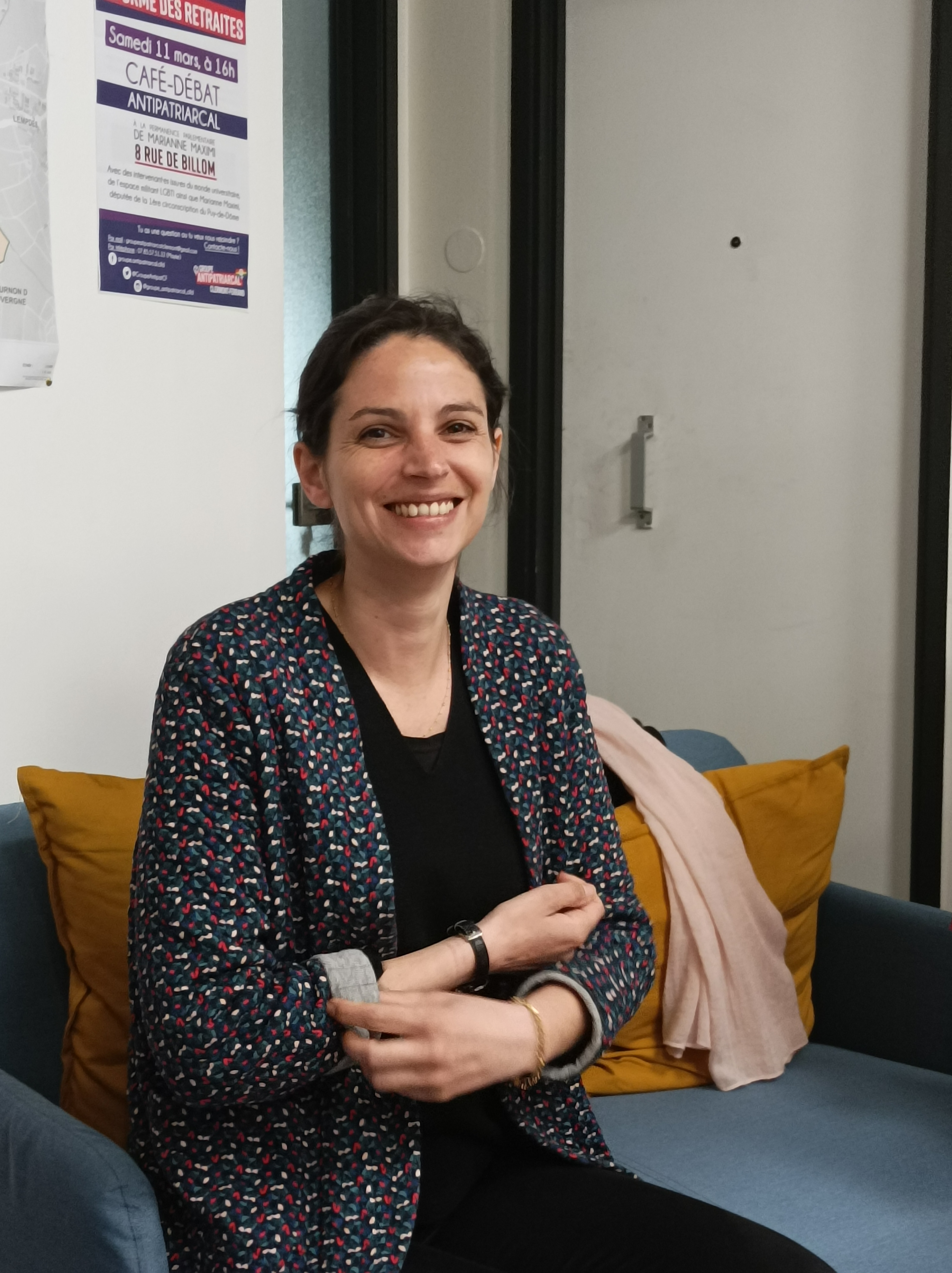
Marianne Maximi (2023)

Marianne Maximi (geboren am 13. November 1985 in Louviers) ist eine französische Politikerin. Sie wurde bei der Parlamentswahl 2022 im 1. Wahlkreis des Departements Puy-de-Dôme als Abgeordnete in die Nationalversammlung gewählt.

## Biographie
Marianne Maximi wuchs im Departement Allier auf. Sie studierte Geschichte an der Universität Blaise-Pascal. Neben ihrem Studium arbeitete sie als Aufseherin an einer Berufsschule und in den Sommerferien bei der Post.
Später war sie als Sonderpädagogin für Pflegekinder tätig. Sie arbeitete im Zentrum für Kinder und Familie des Departements.

## Persönliches
Maximi hat zwei Kinder.

### Politische Laufbahn
Maximi engagierte sich erstmals politisch, als sie als Studentin an der Mobilisierung gegen das Gesetz zum CPE teilnahm. Im Jahr 2007 trat sie dann der Union nationale des étudiants de France (Unef) bei. Von da an nahm sie an zahlreichen Mobilisierungen gegen die Politik von Nicolas Sarkozy teil, unterstützte Gewerkschaftskämpfe und setzte sich für die Sans-Papiers (Migranten ohne Ausweisdokumente) ein.
Sie trat der NPA bei ihrer Gründung 2009 bei und verließ sie 2012 zusammen mit der Gruppierung Gauche anticapitaliste (der antikapitalistischen Linken), um an der Gründung von Ensemble! teilzunehmen.
Bei der Kommunalwahl 2014 wurde sie in den Stadtrat von Clermont-Ferrand gewählt. Im Jahr 2020 führte sie die Liste „Clermont en Commun“ (unterstützt von La France insoumise) an. Die Liste qualifizierte sich für den zweiten Wahlgang, in der sie mit 15,1 % der Stimmen abschloss. Maximi wurde in den Stadtrat und den Metropolitanrat gewählt. Während des Wahlkampfs postulierte sie, Clermont-Ferrand müsse „die Stadt der sozialen Gerechtigkeit“ werden, indem sie kostenloses Wasser und öffentliche Verkehrsmittel einführen, den Zugang zu lokalen Lebensmitteln erleichtern und anti-ökologische Projekte ablehnen sollte. Sie erklärte, sie sei wegen ihrer Haltung für die Unabhängigkeit Palästinas sexistischer Belästigung sowie Antisemitismusvorwürfen ausgesetzt gewesen nach einem Votum des Stadtrats von Clermont-Ferrand vom Dezember 2016, in dem zum Boykott von Produkten aus israelischen Siedlungen aufgerufen wurde.
Sie beteiligte sich an zahlreichen Kampagnen, u. a. für die entlassenen Arbeitnehmer des Unternehmens Luxfer, in der Bewegung gegen die Rentenreform oder für die Studenten.
Sie ist Mitglied der Gauche écosocialiste (der Ökosozialistischen Linken), einer Organisation, die sich als „interne Strömung“ der LFI versteht, und selbst 2022 aus der Strömung von „Ensemble Insoumis-e“ hervorgegangen ist.
Am 8. März 2022 gewann sie einen Prozess gegen Daniel Cohn-Bendit, der wegen Verleumdung verurteilt wurde. Er hatte während der Kommunalwahlen behauptet, sie sei unter den Demonstranten gewesen, die am 11. Januar 2020 versucht hatten, das Wahlkampfbüro des LREM-Kandidaten Eric Faidy zu stürmen, und habe dort Scheiben eingeworfen.
Bei der Parlamentswahl 2022 erhielt sie die Nominierung der NUPES im ersten Wahlkreis des Departements Puy-de-Dôme. Maximi gewann im zweiten Wahlgang mit 52,2 % der Stimmen gegen die bisherige Abgeordnete Valérie Thomas, die von Ensemble ! (dem regierungsnahen Parteienbündnis) nominiert worden war.